# Metaleurodicus cardini
Metaleurodicus cardini là một loài côn trùng cánh nửa trong họ Aleyrodidae, phân họ Aleurodicinae.
Metaleurodicus cardini được Back miêu tả khoa học đầu tiên năm 1912.